# Bruno Bordeleau
Pour les articles homonymes, voir Bordeleau.
Bruno Bordeleau, né le 4 septembre 1868 à Saint-Stanislas et mort le 23 mars 1929 à Québec, est un homme politique québécois.

## Biographie
Il a pratiqué sa profession de médecin à Sainte-Thècle. Il a été président du comité organisateur de la fête du 30 juillet 1922 sur l'arrivée de l'électricité au village de Sainte-Thècle.

### Expérience politique
Bruno Bordeleau a été élu au poste de maire de la municipalité du village de Sainte-Thècle de 1912 à 1916.
Il fut élu député libéral de la circonscription provinciale de Champlain en 1916. Il fut réélu en 1919 et en 1923. En 1925, il démissionne de son poste de député, soit l'année où il est nommé régistrateur du comté de Champlain.